# Dariusz Stola

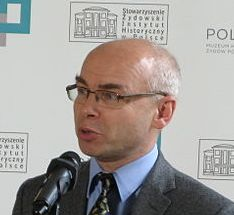
Dariusz Stola (2014)

Dariusz Stola (sinh ngày 11 tháng 12 năm 1963 tại Warsaw) là một giáo sư lịch sử tại Viện Nghiên cứu Chính trị trực thuộc Viện Hàn lâm Khoa học Ba Lan.

## Sự nghiệp
Dariusz Stola giảng dạy lịch sử hiện đại và nghiên cứu về các cuộc di cư của con người trong thế kỷ 20, về thảm sát Holocaust, mối quan hệ giữa người Ba Lan và người Do Thái và lịch sử của chế độ cộng sản Ba Lan thời kỳ hậu chiến. Ông là giám đốc của POLIN - Bảo tàng lịch sử về người Do Thái Ba Lan từ năm 2014 đến năm 2019. Dariusz Stola còn là tác giả và đồng tác giả của bảy cuốn sách và hơn một trăm các bài viết học thuật khác.

## Giải thưởng
Dariusz Stola vinh dự hai lần nhận giải thưởng của tạp chí Polityka và là người nhận giải thưởng của tổ chức Edward Raczyński Polish Foundation ở London.

## Tác phẩm tiêu biểu
- Kraj bez wyjścia? Migracje z Polski 1949-1989 (A Country with No Way Out?  Migrations from Poland, 1949–1989), Warsaw, Viện Tưởng nhớ Quốc gia, 2010.  Giải thưởng Polityka ở hạng mục Sách lịch sử xuất sắc nhất năm 2010.
- Historia (History). Sách giáo khoa cho học sinh cấp hai (cùng J. Czubaty), Warsaw, 2009
- Co-author, Od Piłsudskiego do Wałęsy. Studia z dziejów Polski w XX wieku (From Piłsudski to Wałęsa:  Studies in 20th-Century Polish History), Warsaw, 2008
- Złote lata PZPR: finanse partii w dekadzie Gierka (Golden Years of the Polish People's Republic:  The Party's Finances during Gierek's Decade), Warsaw, 2008
- Đồng tác giả, PRL. Trwanie i zmiana (The Polish People's Republic:  Endurance and Change), Warsaw, 2003
- Đồng tác giả, Patterns of Migration in Central Europe, New York, 2001
- Kampania antysyjonistyczna w Polsce 1967-1968 (The Anti-Zionist Campaign in Poland, 1967–1968), Warsaw, 2000
- Nadzieja i zagłada. Ignacy Schwarzbart – żydowski przedstawiciel w Radzie Narodowej RP, 1940-1945 (Hope and Destruction:  Ignacy Schwarzbart, Jewish Representative in the Polish National Council, 1940–1945), Warsaw, 1995